# Team SmartStop
El Team SmartStop, conegut anteriorment com a Mountain Khakis, (codi UCI: SSC) va ser un equip ciclista professional dels Estats Units de categoria Continental que va competir professionalment de 2008 a 2015. El 2011 ho va fer de forma amateur.

## Principals victòries
- Winston Salem Cycling Classic: Travis McCabe (2014)
- Gran Premi ciclista de Saguenay: Jure Kocjan (2014)
- Bucks County Classic: Zachary Bell (2014)
- Tour de Gila: Rob Britton (2015)

### Grans Voltes
- Tour de França
  - 0 participacions

- Giro d'Itàlia
  - 0 participacions

- Volta a Espanya
  - 0 participacions

## Classificacions UCI
L'equip participa en les proves dels circuits continentals i principalment en les curses del calendari de l'UCI Amèrica Tour. Aquesta taula presenta les classificacions de l'equip als circuits, així com el seu millor corredor en la classificació individual.
UCI Amèrica Tour
| Temporada | Classificació per equips | Millor ciclista en la classificació individual |
| --------- | ------------------------ | ---------------------------------------------- |
| 2013      | 24è                      | Bobby Lea (120è)                               |
| 2014      | 1r                       | Jure Kocjan (3r)                               |
| 2015      | 6è                       | Rob Britton (11è)                              |

UCI Àsia Tour
| Temporada | Classificació per equips | Millor ciclista en la classificació individual |
| --------- | ------------------------ | ---------------------------------------------- |
| 2015      | 76è                      | Rob Britton (288è)                             |

UCI Europa Tour
| Temporada | Classificació per equips | Millor ciclista en la classificació individual |
| --------- | ------------------------ | ---------------------------------------------- |
| 2014      | 121è                     | Jure Kocjan (801è)                             |